# SportVg Feuerbach
SportVg Feuerbach is een Duitse sportclub uit Stuttgart. De club is actief in voetbal, badminton, basketbal, schermen, handbal, judo, kegelen, kendo, atletiek, worstelen, zwemmen, tafeltennis, turnen, volleybal en gehandicaptensport. De club komt hij uit Stuttgartse stadsdeel Feuerbach en is met zo'n 6200 leden in 20 afdelingen de op twee na grootste club van de stad, na VfB Stuttgart en MTV Stuttgart. 

## Geschiedenis
Na de Tweede Wereldoorlog werden alle Duitse sportclubs ontbonden. Het sportieve leven in Feuerbach lag een tijd stil. Op 30 november 1946 werd een nieuwe club opgericht, SportVg Feuerbach, die de voormalige clubs SpVgg 1898, Turnerbund, RV Pfeil, ASV 1898, TV 1883, Radsportverein, Tennisverein 1921 en Skizunft 1923 Feuerbach verenigde. Op voetbalniveau was SpVgg 1898 de enige club die iets te betekenen had en jaren op het hoogste niveau gespeeld had. 
Doordat de club pas opgericht werd toen de Oberliga Süd van start gegaan was mocht de club niet in de hoogste klasse aantreden. Na twee jaar klopte de club wel aan de deur van de Oberliga, maar liet het in de eindronde om promotie afweten. Het volgende jaar eindigde de club nog in de subtop en degradeerde het jaar erop door competitiehervorming naar de derde klasse. Tot 1955 speelde de club in de derde klasse en keerde daar weer terug in 1960 tot 1964. De club keerde in 167/68 een laatste keer terug naar de derde klasse. 
Tegenwoordig speelt de club in de lagere reeksen.